# Droupt-Saint-Basle
Droupt-Saint-Basle es una comuna francesa situada en el departamento de Aube, en la región de Gran Este.

## Demografía
| 267 | 258 | 219 | 247 | 288 | 290 | 354 |
| Para los censos de 1962 a 1999 la población legal corresponde a la población sin duplicidades (Fuente: INSEE [Consultar]) |     |     |     |     |     |     |